# سومین لشکرکشی جانگسو به شیلا
سومین لشکرکشی‌ جانگسو به شیلا،آخرین سری از اقدامات نظامی جانگسو، بیستمین امپراتور گوگوریو علیه پادشاهی شیلا بود که در سال ۴۸۹ میلادی صورت گرفت و در نهایت به پیروزی امپراتوری گوگوریو ختم شد.

## جزئیات نبرد
در ۴۸۹ میلادی، امپراتور جانگسو بار دیگر سپاهی به مرزهای شمالی شیلا فرستاد. منابع تاریخی روایت می‌کنند که در این حمله او هفت دژ مرزی شیلا را فتح کرد و قلمرو خود را تا نواحی شمال استان گیونگسانگ گسترش دادبه ویژه سامگوک ساگی که همان تاریخ سه پادشاهی است می‌نویسد که در زمستان آن سال قلعهٔ هو-سان‌سئونگ به‌دست گوگوریو افتاد.
مطالعات باستان‌شناسی نیز دلالت دارند که این قلعه در منطقهٔ هونگچئون در گانگوون (نزدیک چانگجو امروزی) بوده و جانگسو آن را ویران کرده است. علاوه بر این، سپاه گوگوریو در بهار همان سال تا حوالی گوایه‌یون پیش‌روی کرده بود.
این پیشروی‌ دقیقاً در دوره‌ای رخ داد که نفوذ گوگوریو در گانگوون به‌دلیل جنگ ۴۸۱ تضعیف شده بود؛ بنابراین گوگوریو با اشغال دژهای هو-سان‌سئونگ و گوایه‌یون، راه گسترش شیلا را بست.در کل، این شکست موجب شد شیلا در مقابل حملهٔ جانگسو تاب مقاومت نیاورد. برخی منابع کره‌ای یادآور شده‌اند که شیلا با دادن هدایای خراج و پذیرش نفوذ گوگوریو، تا سال‌ها خراجگزار گوگوریو باقی ماند.